# チャールズ・スコット (外交官)
サー・チャールズ・ステュアート・スコット（英語: Sir Charles Stewart Scott GCB GCMG PC、1838年 – 1924年）は、イギリスの外交官。

## 略歴
1838年にロンドンデリー近くのウィルズバラ（Willsborough）で生まれた。チェルテナム・カレッジとダブリン大学トリニティ・カレッジを卒業した後、外交官としての道を歩み、1859年に在パリ大使館のアタッシェに任命された。1863年、在コペンハーゲン公使館の三等書記官に昇進した。1866年、三等書記官から二等書記官に昇進した。二等書記官としてメキシコ（1866年）、リスボン（1868年）、シュトゥットガルト（1871年）、ミュンヘン（1872年）、ウィーン（1873年）、サンクトペテルブルク（1874年）、ダルムシュタット（1877年）に配属、1879年にコーブルク公使館員を務めたほか、1877年から1883年まで在ダルムシュタット暫定代理公使（acting chargé d’affaires）を数度務め、1881年に在シュトゥットガルト暫定代理公使を務めた。1883年、在ベルリン大使館秘書（secretary of embassy）に昇進した。1888年より在スイスイギリス特命全権公使になり、1893年から1898年まで在デンマークイギリス特命全権公使を、1898年から1904年まで在ロシアイギリス大使を務めた。
1886年女王誕生記念叙勲でバス勲章コンパニオンを授与され、1896年5月に聖マイケル・聖ジョージ勲章ナイト・コマンダーを授与され、1898年7月に枢密顧問官に任命され、1899年新年叙勲で聖マイケル・聖ジョージ勲章ナイト・クランド・クロスを授与され、1899年女王誕生記念叙勲でバス勲章ナイト・グランド・クロスを授与された。
1924年に死去した。

## 家族
1875年、クリスチャン・クロフォード・マクナイト（Christian Crawford Macknight、ジェームズ・マクナイトの娘）と結婚した。娘マーガレット・エイメー（Margaret Aimée）は1903年に第2代準男爵サー・ハーバート・ウィリアム・デイヴィス＝ゴフ（1870年 – 1923年）と結婚した。